# 1967 au Manitoba
Chronologie du Manitoba
- 1963
- 1964
- 1965
- 1966
- 1967
- 1968
- 1969
- 1970
- 1971

Cette page concerne des événements survenus en 1967 dans la province canadienne du Manitoba.

## Politique
- Premier ministre : Dufferin Roblin puis Walter Weir
- Chef de l'Opposition :
- Lieutenant-gouverneur : Richard S. Bowles
- Législature :

## Naissances
- 14 mai : Trevor Jobe (né à Brandon), joueur professionnel de hockey sur glace canadien.

- 17 mai : Cameron Bancroft, acteur canadien né à Winnipeg.

- 29 mai : Michael « Mike » Keane (né à Winnipeg), ailier droit professionnel de hockey sur glace.